# Konterlattung
Die Konterlattung sind senkrecht zu den eigentlichen Lagerhölzern verlegte Latten, um bei Dächern einen bestimmten Abstand zwischen Dachpappe oder Unterspannbahn und Dachdeckung zu erreichen. Auch im Trockenbau und Innenausbau spricht man bei der Unterkonstruktion von abgehängten Decken und Wandverkleidungen von Konterlattung. 

## Dachbau

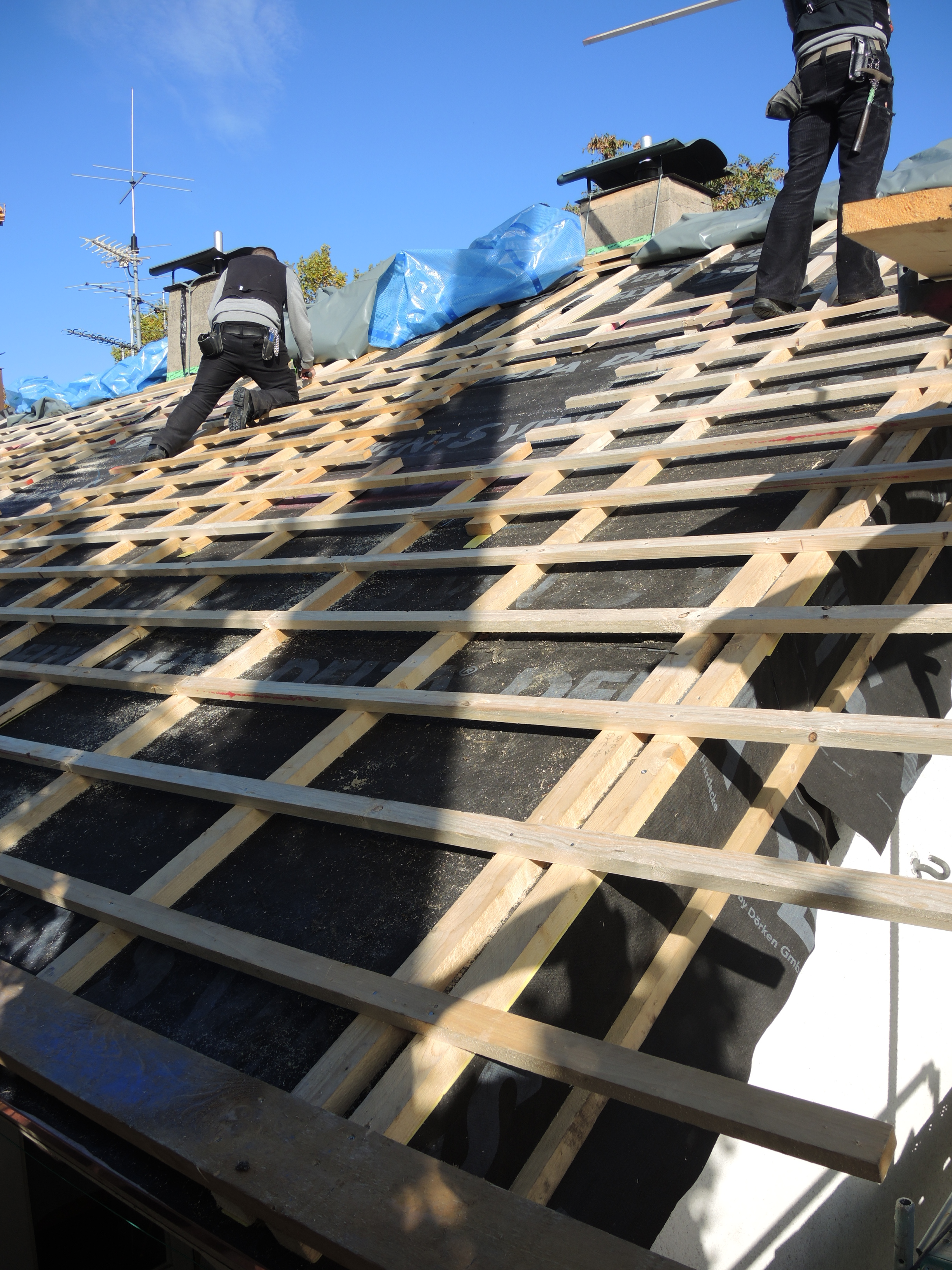
Dach mit Unterspannbahn, Konterlattung (aufsteigend) und Dachlatten (horizontal)

Im Dachbau verläuft die Konterlattung vom Dachfirst zur Dachtraufe, die Latten liegen auf den Sparren.
Die Dachlatten, welche die Dachdeckung tragen, sind dann quer auf die Konterlattung genagelt. 
Nach den Fachregeln für Dachdeckungen ist über (regendichten) Unterdächern, Unterdeckungen oder Unterspannungen ein Abstand von mindestens 30 mm Dicke zwischen Unterdach und Deckung erforderlich. Der Abstand wird als notwendig angesehen, um den Abfluss von auf das Unterdach eingedrungenem Wasser sicherzustellen und die Deckung zu hinterlüften.
Eine Konterlattung stellt eine Möglichkeit dar, diesen Abstand umzusetzen.

## Innenausbau

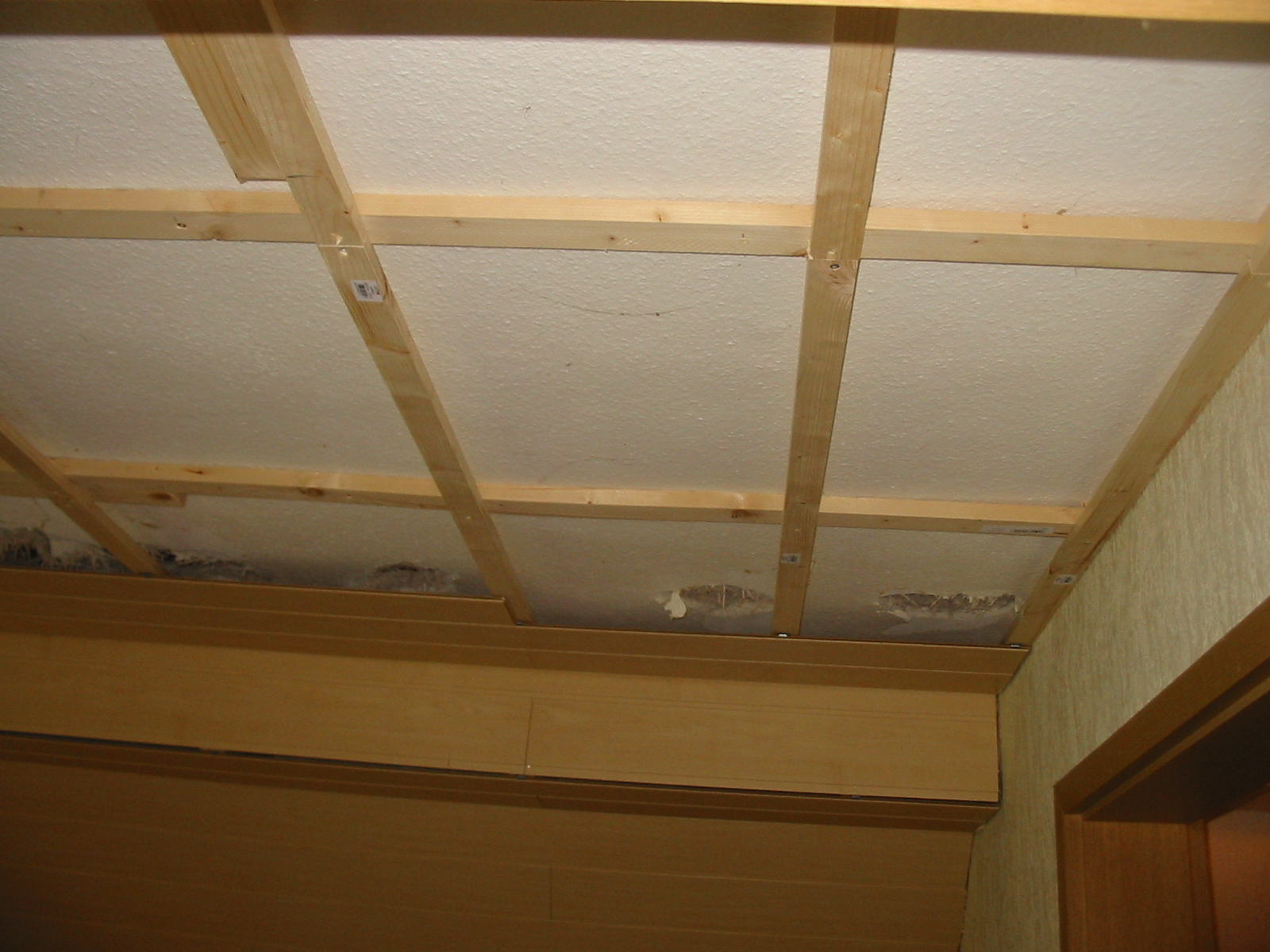
Darstellung einer Kreuzlattung im Innenausbau

Im Innenausbau spricht man ebenfalls häufig von einer Konter- oder Kreuzlattung.
Hier ist neben dem Ausgleich von Höhenunterschieden der Zweck, Freiraum für beispielsweise Dämmung und Elektroinstallationen zu erzeugen.
Zusätzlich erschafft die Kreuzlattung die Möglichkeit, die „aktive“ Lattung (die untere) nach freiem Belieben (also ohne Abhängigkeit von der Lage der Befestigungspunkte in der Decke) anbringen zu können, da sie auf der oberen Lattung montiert wird.
Im Holzbau hat die Konterlattung außerdem die Funktion, Spannungen, die durch Drehen und Verwinden der Primärkonstruktion (Hauptbalken) entstehen können, auszugleichen, um zu verhindern, dass diese Kräfte die Deckflächen zerstören. Mit Metallständerwerken wird 
diese Gefahr minimiert.